# École de Tchaharbagh
L'École de Tchaharbagh (en persan : مدرسه چهارباغ / Madrese-ye Čahârbâġ), aussi appelée madrassa des quatre jardins ou encore l'École de la Mère du Chah (en persan : مدرسه مادرشاه), est une école théologique (madrassa) édifiée au début du XVIIIe siècle entre les années 1706 et 1714  à Ispahan, en Iran. Elle contient une mosquée avec un dôme en double coque, un minaret et est connecté à un caravansérail devenu l'hôtel Abbassi. Elle se trouve le long du Tchaharbagh.

## Historique

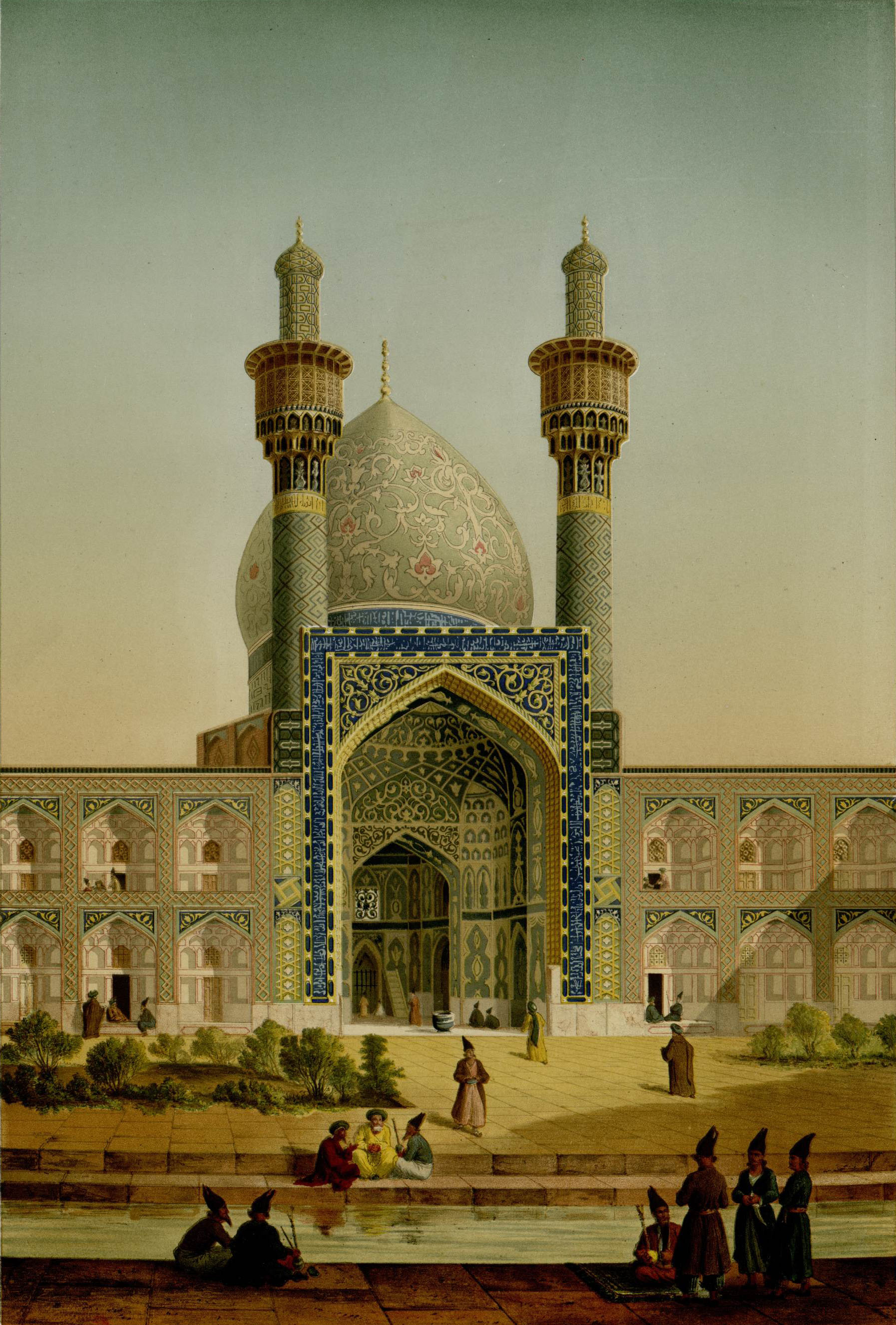
L'École de l'extérieur par Pascal Coste.

Vers 1900, Pierre Loti écrivait en sortant de la madrassa: «Décrépitude et ruine, derniers mirages de magnificence…Quel délabrement funèbre! ». . Pourtant 45 ans plus tôt Arthur de Gobineau disait d'elle qu'il ne lui manquait pas une brique. Depuis lors le bel édifice est devenu aussi jeune que jamais grâce à des réparations sans cesse renouvelées et des moyens coûteux.
L'édifice est construit sous le règne du dernier roi séfévide Chah Hossein, pour accueillir une école consacrée à la théologie et aux sciences. Le financement de l'école est assurée par les revenus d'un grand caravansérail situé à proximité et appartenant à la mère du sultan.

## Architecture extérieure
La façade de la madrasa du Tchahârbagh est particulièrement typique de son époque. Le portail sur le Tchaharbagh est un chef-d'œuvre. Certains le préfèrent même aux œuvres des Safavides.
Le portail monumental de l'avenue principale mène dans un vestibule octogonale en forme de dôme. Le dôme et la plus grande partie des murs sont recouverts de briques jaunes. La porte d'entrée décorée avec de l'or et de l'argent, et les toitures à l'intérieur du bâtiment sont des chefs-d'œuvre des beaux-arts et de l'industrie. La cour centrale, avec son bassin et jardin, sont entourés par des arcades sur deux niveaux, chacun donnant accès à la chambre d'un étudiant.
La conception de la madrassa a inspiré l'architecte français Philipe Merit qui l'a utilisée pour créer le pavillon officiel de l'Iran à l'Exposition universelle de 1900 à Paris.

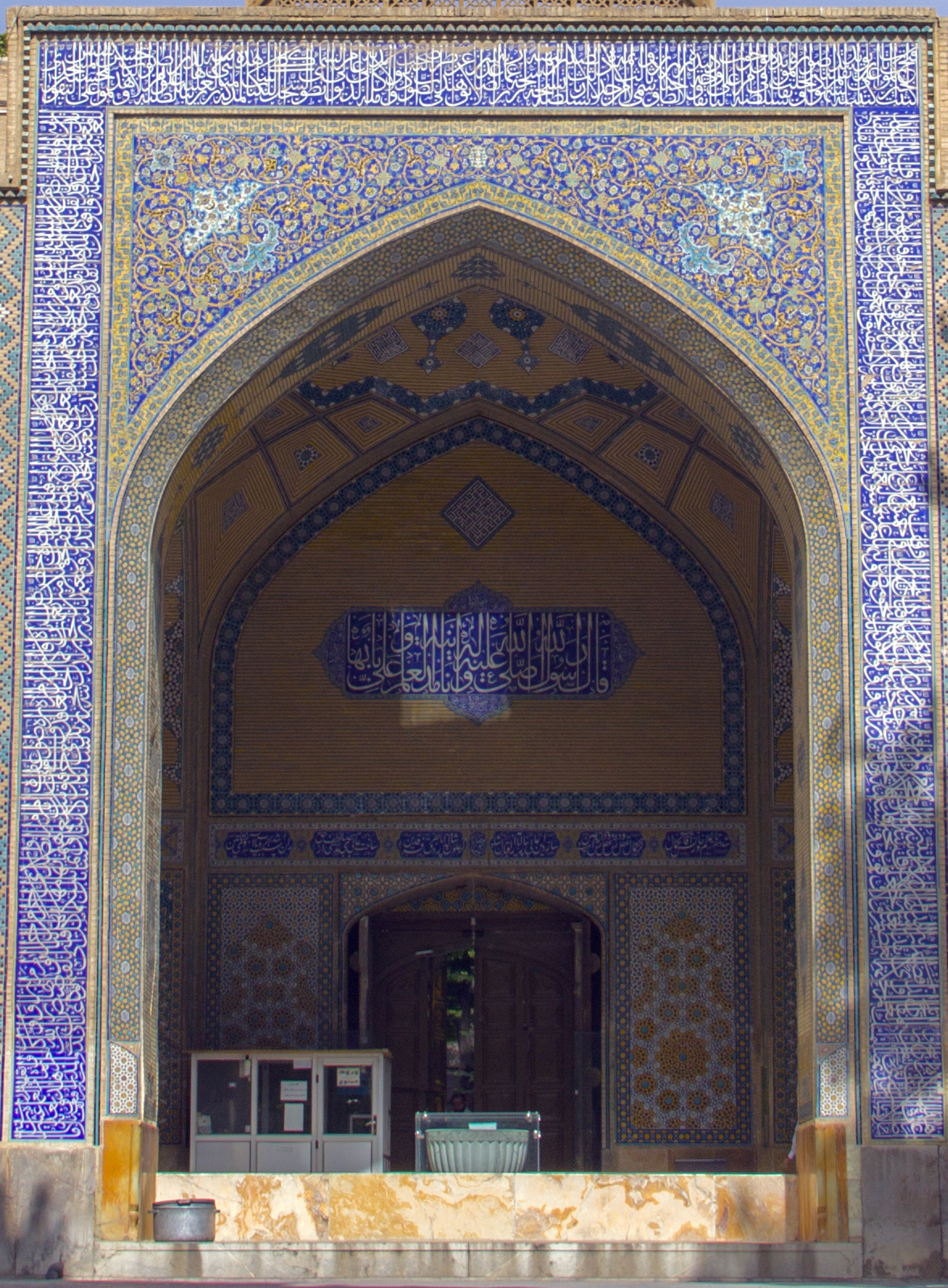
école Tchaharbag

## Architecture intérieure
Le luxe de ce bâtiment décoré d'or et d'argent est un chef-d'œuvre d'industries délicates et sans précédent. Elle abrite différents types de carrelages tels que des carreaux à sept couleurs à tel point que l'on en parle comme d'un musée des carreaux d'Isfahan. L'autel en marbre, la chaire monolithique, la chambre du roi, le carrelage de l'entrée, les lignes d'inscriptions, les fenêtres en bois sont quelques-unes des parties les plus intéressantes de ce monument. Les vieux pins et l'atmosphère donnée par l'eau qui s'écoule rendent l'endroit exquis.